# 1779
Het jaar 1779 is het 79e jaar in de 18e eeuw volgens de christelijke jaartelling.

## Gebeurtenissen
januari
- 2 - In Gent verschijnt het weekblad Spectatoriale geschriften in de Zuidelijke Nederlanden.

februari
- 14 - Op Hawaï wordt James Cook door leden van de inheemse bevolking vermoord.

april
- 12 - Deelname Spanje aan de Amerikaanse Onafhankelijkheidsoorlog na afsluiting Verdrag van Aranjuez.
- 20 - De Amerikaanse onafhankelijkheidsstrijders overvallen de belangrijkste nederzetting van de neutrale Onondaga.

mei
- 13 - Het Verdrag van Teschen tussen Pruisen en Oostenrijk maakt een eind aan de Beierse Successieoorlog. Volgens het verdrag krijgt Oostenrijk de Innviertel, een strook land van Passau tot de noordergrens van het aartsbisdom Salzburg en doet het afstand van de rest van Beieren.

juli
- 24 - Frans Naerebout redt met zes andere Vlissingers de bemanning van de in hevige storm op een zandbank gelopen Oost-Indiëvaarder de Woestduyn.
- juli - Een Frans legertje verovert op weg naar de Amerikaanse vrijheidsoorlog de Britse kolonie Grenada.

december
- 1 - De Amerikaanse generaal George Washington vestigt zijn winterkwartier in     Morristown (New Jersey).

## Muziek
- Domenico Cimarosa componeert L'infedeltà fedele.
- Johann Baptist Vanhal componeert de Symfonie D-groot Bryan D 17.
- Joseph Haydn componeert zijn Symfonieën nr. 66, 67, 68, 69 (Laudon) en 70.

## Beeldende kunst

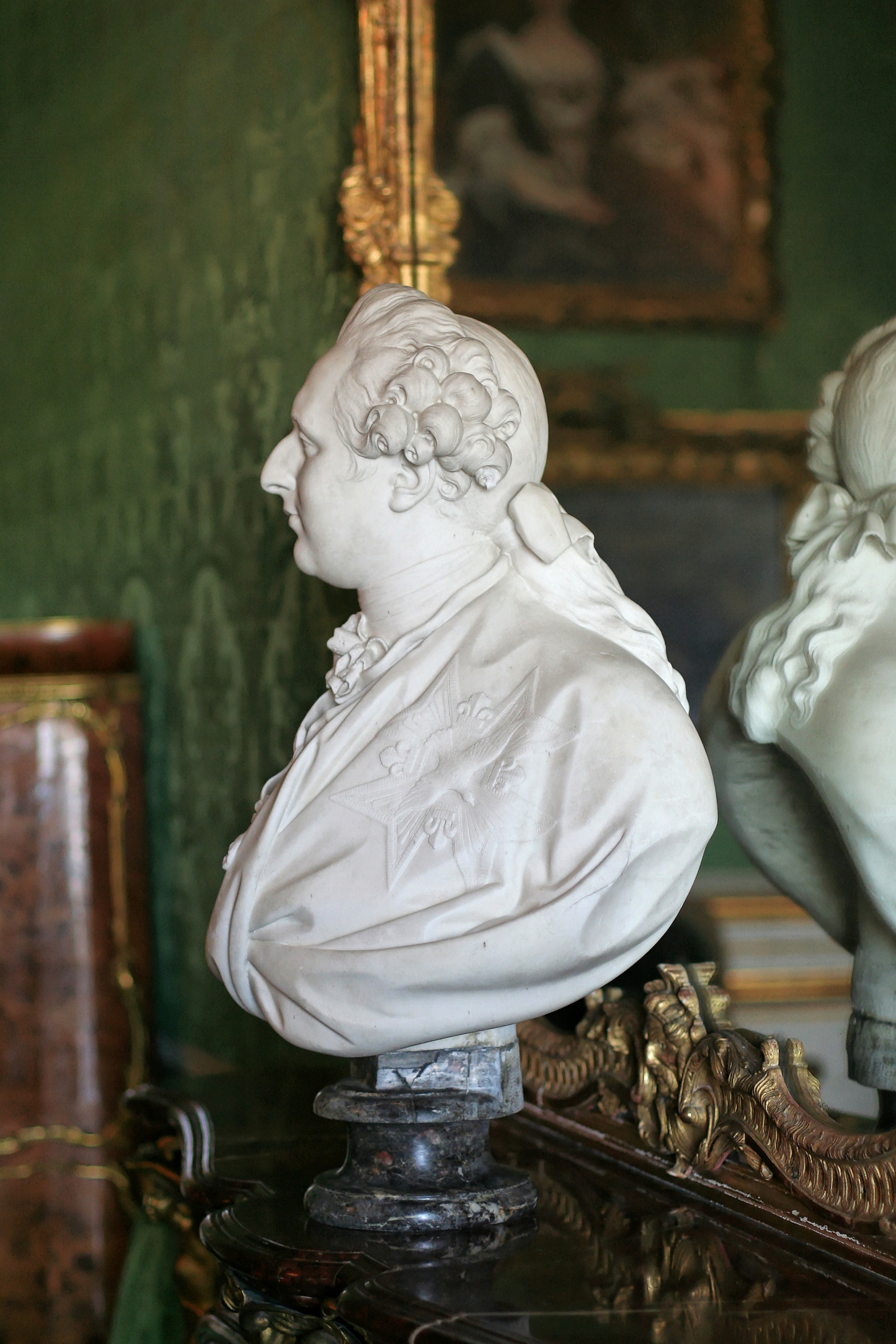
Lodewijk XVI (1779), Augustin Pajou, Kasteel van Versailles

## Bouwkunst

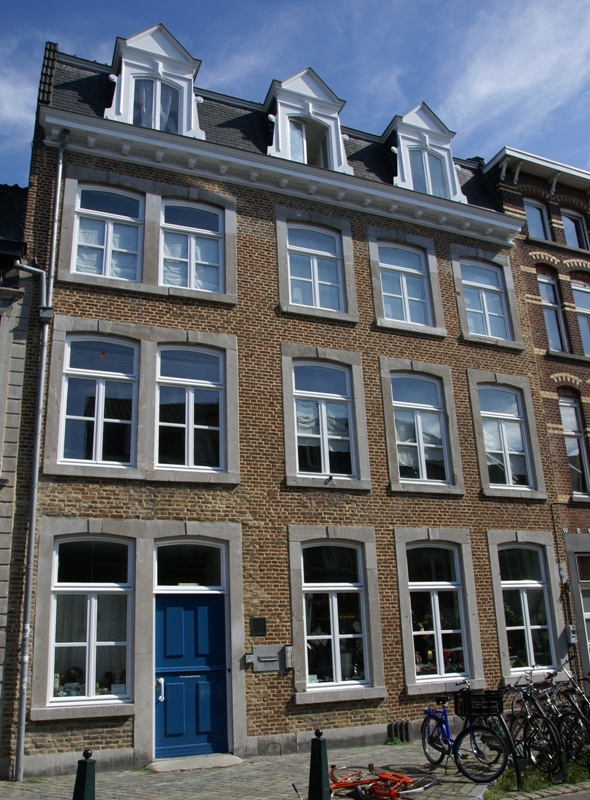
Woonhuis, Maastricht (1779)

## Geboren
februari
- 5 - Frans van Campenhout, Belgisch violist, operazanger, dirigent en componist (Brabançonne) (overleden 1848)
- 22 - Joachim Nicolas Eggert, Zweeds componist en dirigent (overleden 1813)

april
- 8 - Johann Schweigger, Duits natuur- en scheikundige (overleden 1857)

september
- 29 - Fredrik Meltzer, Noors zakenman en politicus; ontwerper van de Noorse vlag (overleden 1855)

december
- 12 - Madeleine-Sophie Barat, Frans religieuze, ordestichtster en heilige (overleden 1865)

## Overleden
februari
- 7 - William Boyce (67), Engels componist

april
- 6 - Tommaso Traetta (52), Italiaans componist

september
- 2 - Onno Zwier van Haren (66), Nederlands auteur